# Septikæmi
Septikæmi er et begreb der hører hjemme i medicinhistorien.
Derved har man oprindelig tænkt på optagelse i blodet af ildelugtende, forrådnede stoffer, der under forrådnelsesbakteriers tilstedeværelse kan dannes i de i sår afsondrede sekreter. Forgiftning ved disse stoffers opsugning i blodet er kaldet septikæmi, populært blodforgiftning. Nu ved man dog, at det farlige ved denne tlstand i første linje er optagelse i blodet af patogene bakterier fra såret, der ikke er identiske med de forholdsvis uskadelige forrådnelsesbakterier; oftest drejer det sig om streptokokker. Man kan således i virkeligheden ikke opretholde en adskillelse mellem septikæmi og sepsis.